# Aleja Bielska w Tychach
Aleja Bielska – jedna z głównych i najruchliwszych ulic Tychów.

## Przebieg
Na obszarze zabudowanym miasta – al. Bielska jest dwujezdniowa (około 55% swojej długości) i wspólnie z ul. Katowicką stanowi główną trasę przelotową przez miasto z Katowic do Bielska-Białej. Początek alei jest na styku z ul. Katowicką (jest jej przedłużeniem) ze skrzyżowaniem z ul. Tadeusza Kościuszki, a koniec na granicy miasta z Kobiórem (południowa część miasta). W pozostałej części swojej długości (45%) przebiega przez Lasy Kobiórskie. Równolegle do niej (prawie na jej całym odcinku) biegnie droga rowerowa pozwalająca na efektywny wypoczynek i zwiedzanie miasta.

## Pochodzenie nazwy
Nazwa al. Bielska ma ścisły związek z przelotem przez miasto w kierunku Bielska-Białej.

## Otoczenie
Lista ułożona jest alfabetycznie:
- Komenda Miejska Policji w otoczeniu skrzyżowania z ul. Cienistą i al. Niepodległości
- Lasy Kobiórskie
- Placówki bankowe
- Sklepy
- Skwer Niedźwiadków
- Sieci handlowe w otoczeniu ronda Skałka
- Stacje paliw
- Szkoły

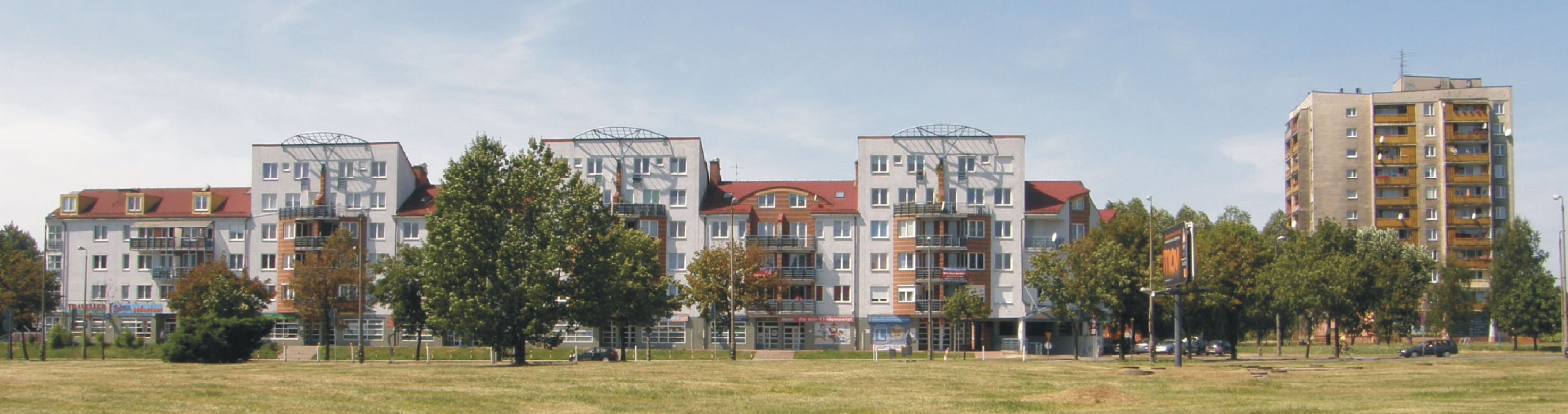
al. Bielska – nowe budownictwo
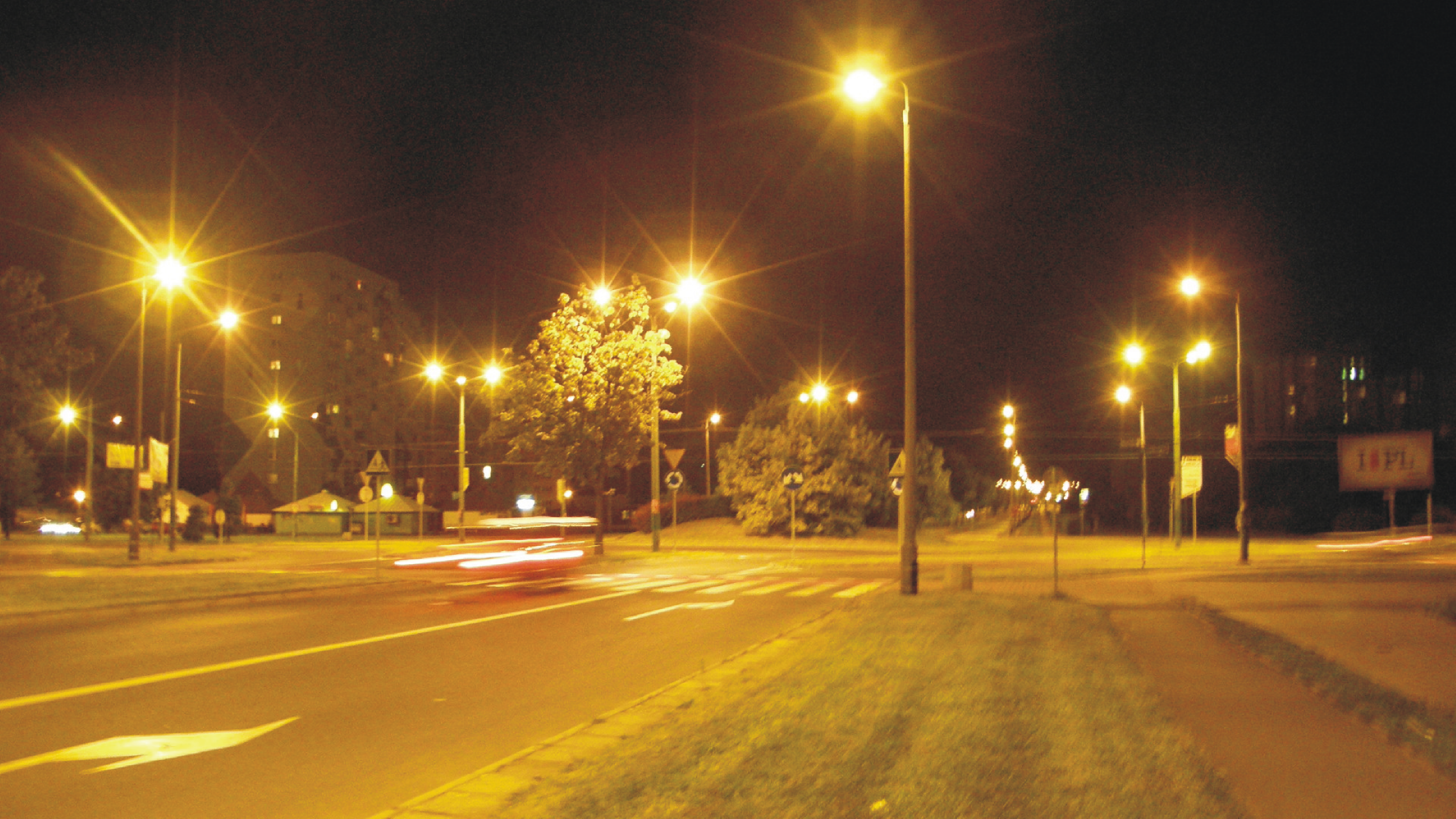
Rondo Polonia nocą
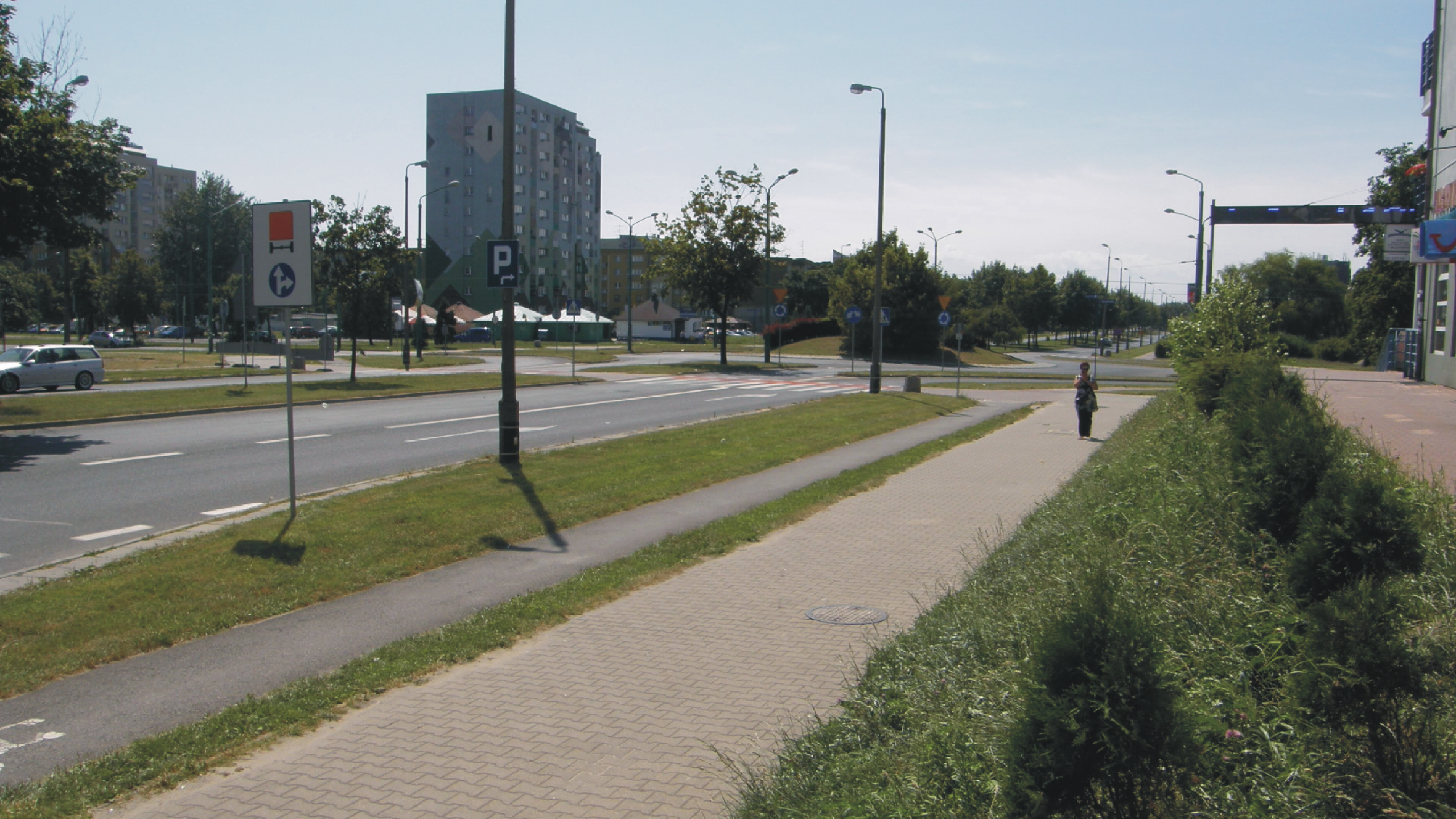
al. Bielska – rondo Polonia
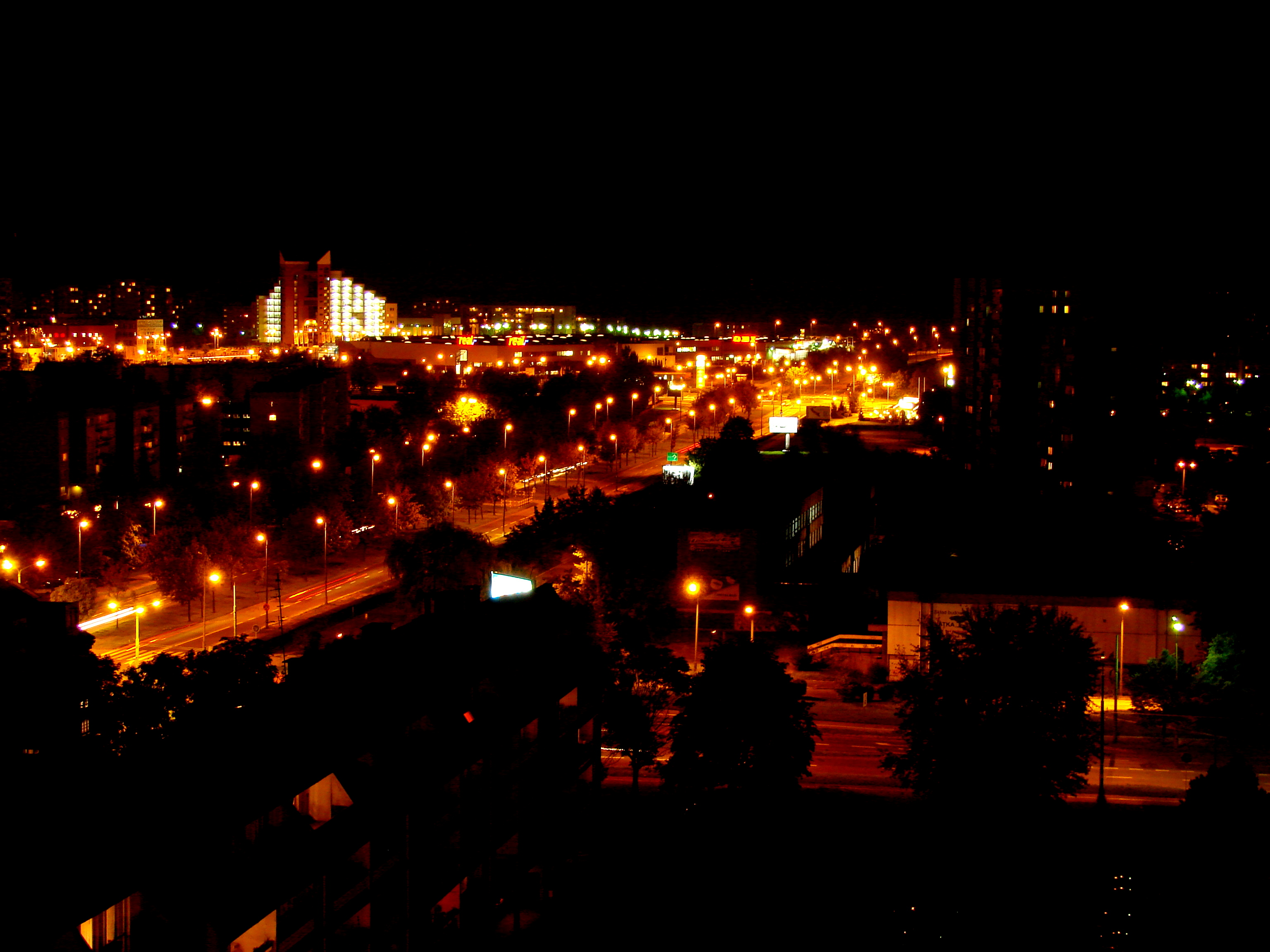
Tychy nocą. Aleja Bielska